# Douala

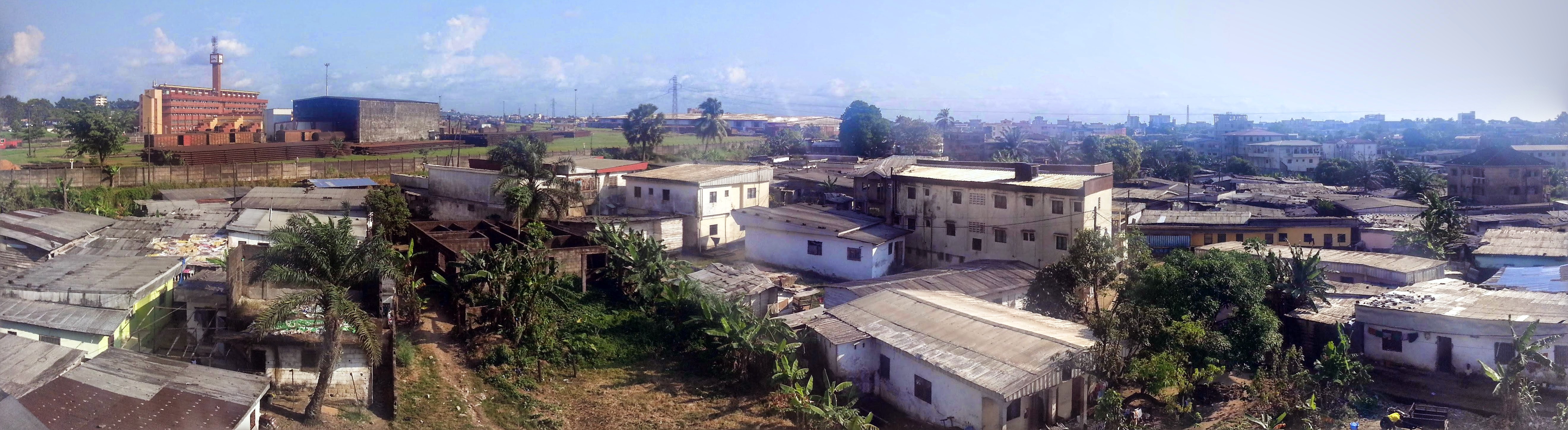
Stadtpanorama mit Bahnhof

Douala, im Deutschen Duala, ist mit rund 2,768 Millionen Einwohnern (2015) die größte Stadt Kameruns. Sie ist nach dem Volk der Duala benannt. Die ehemalige Hauptstadt (bis 1920; seitdem Yaoundé) bildet als Wirtschaftsmetropole das Finanz-, Industrie-, Handels- und Kulturzentrum sowie den Verkehrsknotenpunkt des zentralafrikanischen Staates. Douala ist die Hauptstadt der Region Littoral und Hauptort des Départements Wouri.

## Geographie

### Geographische Lage
Die Stadt liegt 24 Kilometer von der Küste des Atlantiks entfernt am Ufer des Flusses Wouri durchschnittlich 13 Meter über dem Meeresspiegel.

Wouri
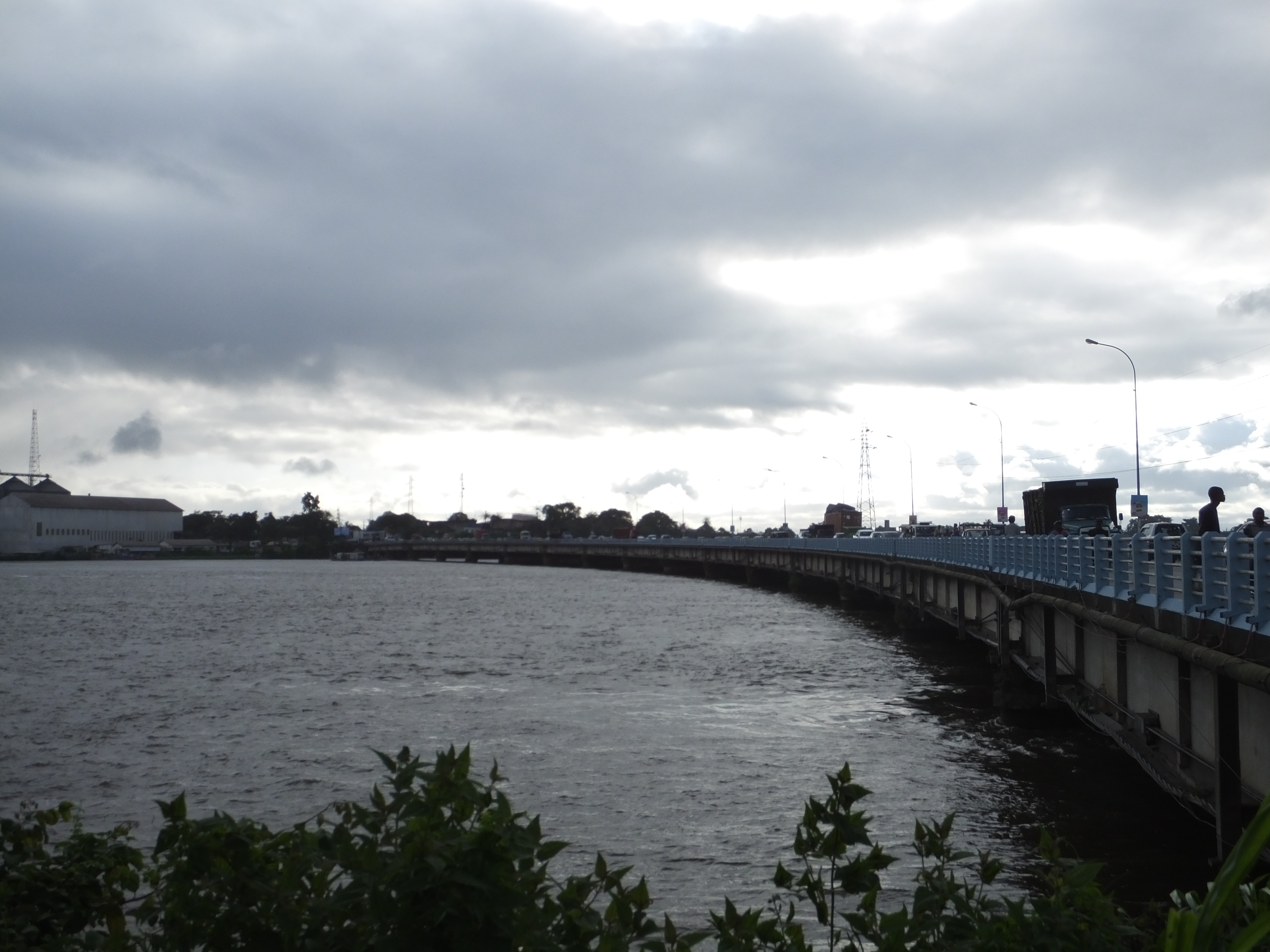
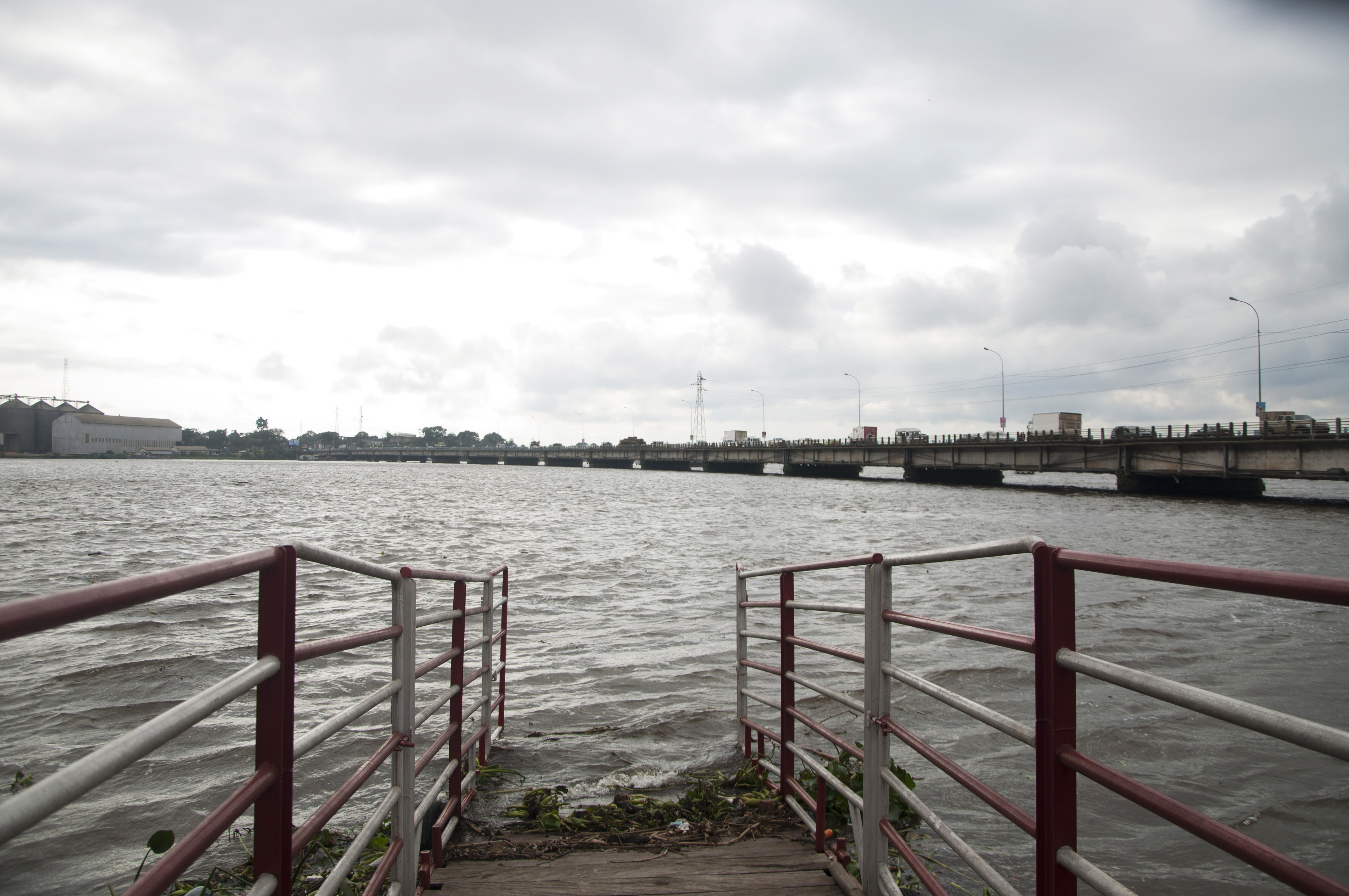
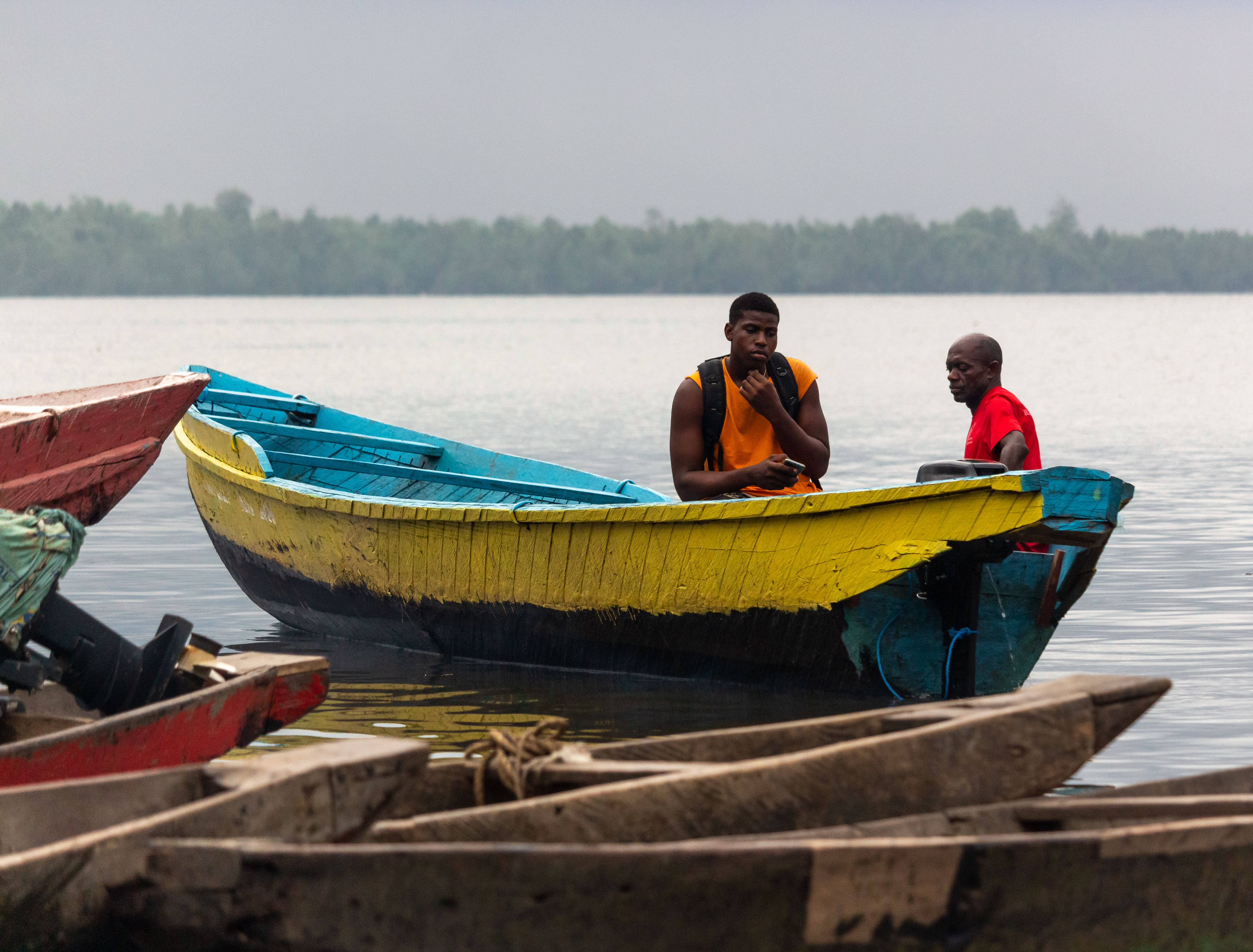

Am Delta des Flusses entstand der wichtigste und größte Hafen von Kamerun. Der größte Teil der Stadt liegt am linken Ufer des Wouri-Flusses. Die geografischen Koordinaten sind 4,05 Grad nördlicher Breite und 9,7 Grad östlicher Länge. Das Wildtierreservat Douala-Edea liegt südlich der Stadt.

### Klima
Douala liegt in der tropischen Klimazone. Die durchschnittliche Jahrestemperatur beträgt 26,2 Grad Celsius, die Jahresniederschlagsmenge 3847 Millimeter im Mittel.
Die Temperaturen liegen das ganze Jahr über zwischen durchschnittlich 24,6 und 27,6 Grad Celsius. Während der Regenzeit von Juni bis Oktober fällt sehr viel Niederschlag, wobei der August mit 768 Millimetern im Mittel der regenreichste Monat ist. Zwischen November und März bleibt es trockener.
|                       | Jan  | Feb  | Mär  | Apr  | Mai  | Jun  | Jul  | Aug  | Sep  | Okt  | Nov  | Dez  |   |      |
| Mittl. Tagesmax. (°C) | 31,7 | 32,3 | 32,1 | 31,9 | 31,2 | 29,4 | 27,6 | 27,3 | 28,6 | 29,6 | 30,6 | 31,3 | ⌀ | 30,3 |
| Mittl. Tagesmin. (°C) | 23,3 | 23,9 | 23,5 | 23,4 | 23,2 | 22,9 | 22,6 | 22,8 | 22,7 | 22,6 | 23,2 | 23,2 | ⌀ | 23,1 |
|                       |      |      |      |      |      |      |      |      |      |      |      |      |   |      |
| Niederschlag (mm)     | 36   | 64   | 168  | 230  | 272  | 429  | 695  | 755  | 626  | 410  | 134  | 35   | Σ | 3854 |
|                       |      |      |      |      |      |      |      |      |      |      |      |      |   |      |
| Sonnenstunden (h/d)   | 6,2  | 6,3  | 5,5  | 5,9  | 5,7  | 4,1  | 2,3  | 1,7  | 3,0  | 4,2  | 5,4  | 5,9  | ⌀ | 4,7  |
|                       |      |      |      |      |      |      |      |      |      |      |      |      |   |      |
| Regentage (d)         | 4    | 6    | 10   | 14   | 17   | 19   | 24   | 28   | 24   | 22   | 9    | 3    | Σ | 180  |
|                       |      |      |      |      |      |      |      |      |      |      |      |      |   |      |
| Luftfeuchtigkeit (%)  | 80   | 79   | 80   | 81   | 82   | 85   | 87   | 88   | 86   | 84   | 83   | 82   | ⌀ | 83,1 |

| 23,3 |

| 23,9 |

| 23,5 |

| 23,4 |

| 23,2 |

| 22,9 |

| 22,6 |

| 22,8 |

| 22,7 |

| 22,6 |

| 23,2 |

| 23,2 |

| 23,3 |

| 23,9 |

| 23,5 |

| 23,4 |

| 23,2 |

| 22,9 |

| 22,6 |

| 22,8 |

| 22,7 |

| 22,6 |

| 23,2 |

| 23,2 |

## Geschichte
Das Areal der heutigen Stadt war ursprünglich Sumpfgebiet. Anfang des 18. Jahrhunderts wurde die Gegend durch das von Norden her eingewanderte Volk der Douala, einer Sektion der Kameruner Küsten-Bantu, besiedelt. Unter ihnen bildeten sich als historische Zentren des jetzigen Stadtgebiets mehrere zunächst eigenständige Fischersiedlungen (unter anderem Bonaberi, Bonanjo, Bonaku, Bonabela, Akwatown, Belltown) heraus, die von unterschiedlichen Clans bewohnt waren. Im Kontakt mit Europäern entwickelte sich das Delta des Kamerunflusses (das auch als Kamerunästuar bekannt war) bis Mitte des 19. Jahrhunderts zum strategisch wichtigen Punkt für den Sklavenhandel vor allem mit portugiesischen Händlern.

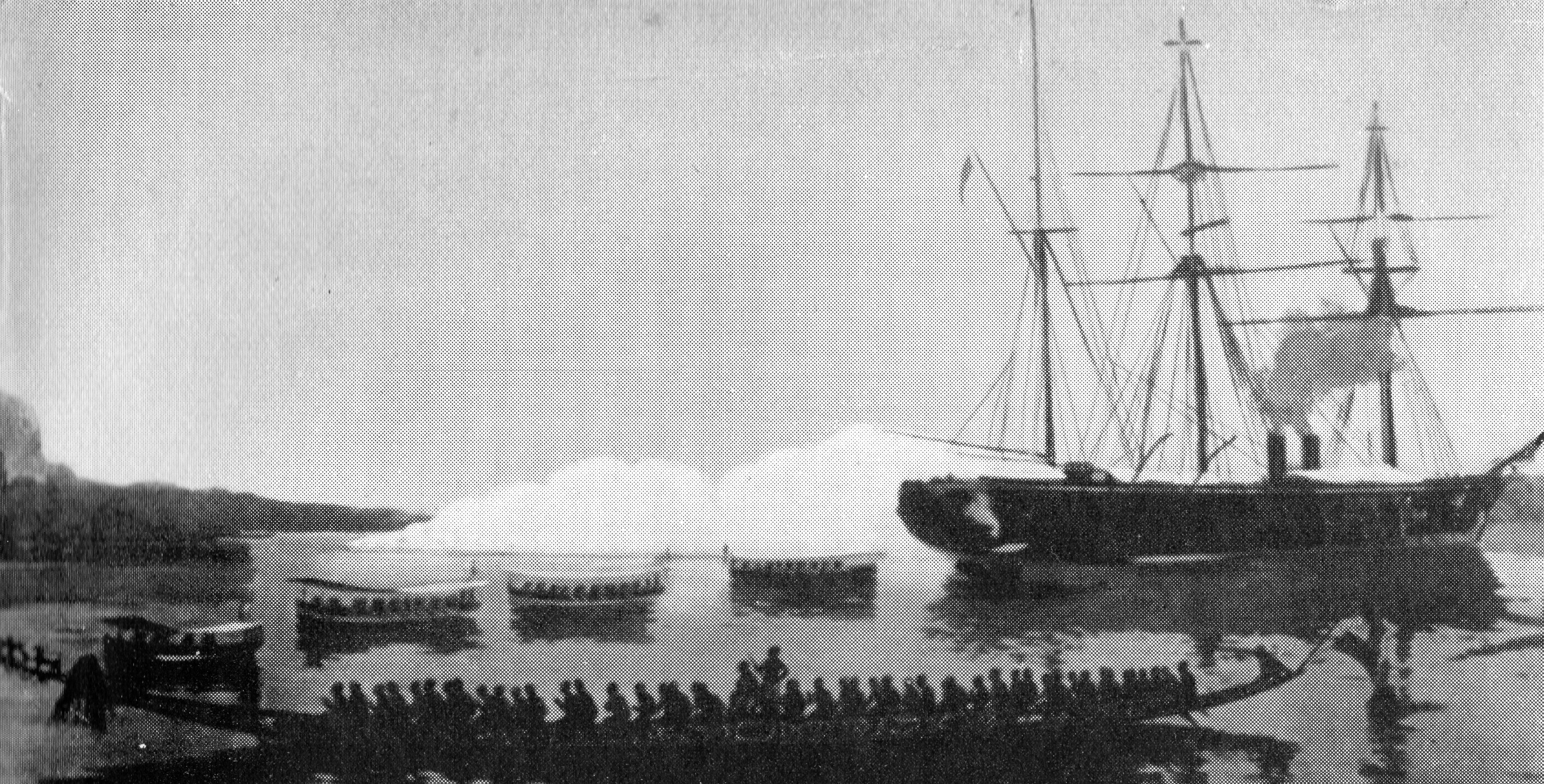
Die deutsche Korvette SMS Olga bei der Beschießung von Hickorytown (heute Duala), Kamerun, am 21. Dezember 1884

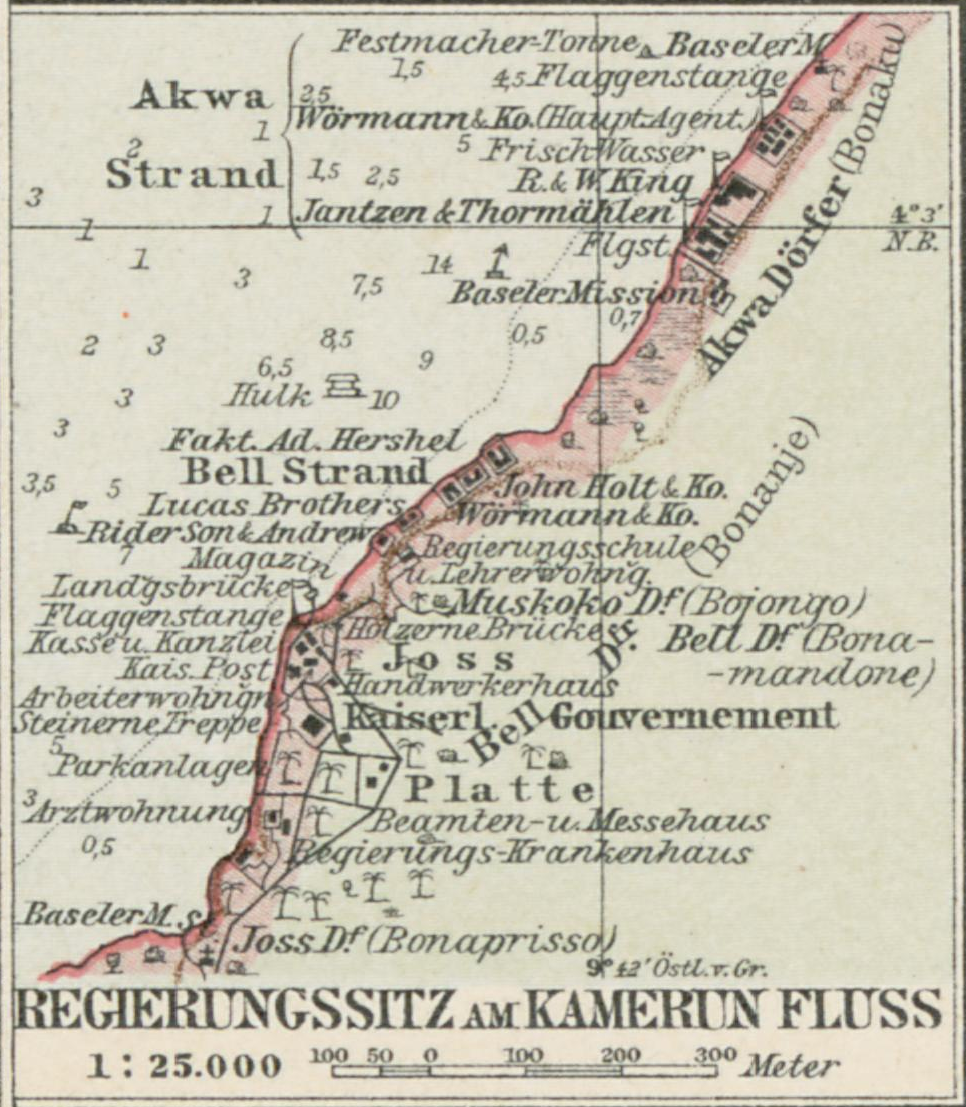
Stadtplan aus dem Jahr 1896.

Ab etwa 1860 war Palmöl das Haupthandelsgut im Warenverkehr zwischen den Douala und den Europäern. Den Handel dominierten bald die Hamburger Handelshäuser Woermann und Jantzen & Thormählen, die sich zur Wahrung ihrer Interessen vor allem gegenüber der britischen Konkurrenz seit den 1880er Jahren um die Erklärung der deutschen Schutzherrschaft über die Küste bemühten. Am 12. Juli 1884 schloss der vom Auswärtigen Amt als Reichskommissar an die westafrikanische Küste entsandte Arzt und Forschungsreisende Gustav Nachtigal (1834–1885) im Namen des Deutschen Reiches einen „Schutzvertrag“ mit den Douala-Chiefs Ngand'a Kwa (Akwa) und Ndumb'a Lobe (Bell) ab und stellte das Land unter deutsches Protektorat. Der Ort erhielt die Bezeichnung Kamerunstadt (ab 1902: Duala) und war von 1885 bis 1901 Verwaltungssitz des deutschen Schutzgebiets. Seit 1895 bestand in Duala ein eigenständiges Bezirksamt, dessen Zuständigkeitsbereich sich weit über das Weichbild der Stadt hinaus in das Hinterland beiderseits des Abo und Wuri erstreckte.

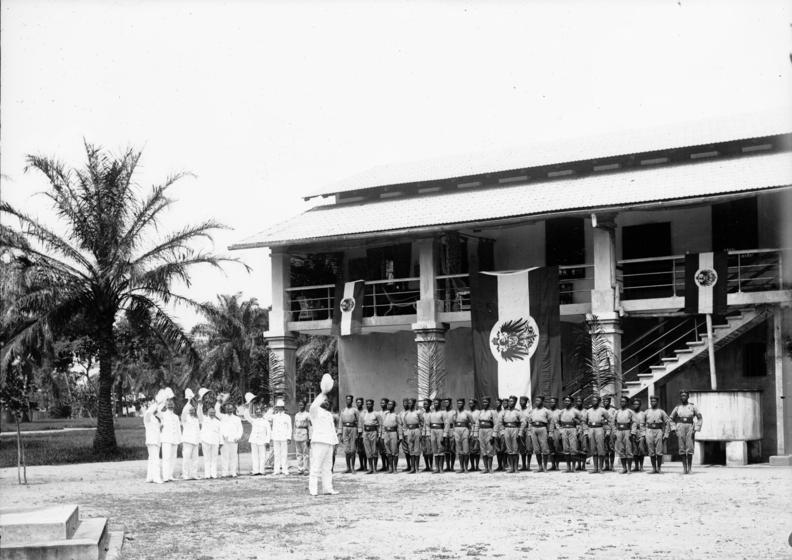
Vor dem Polizeigebäude von Douala bringt die Polizeitruppe Hochrufe anlässlich des Geburtstags Kaiser Wilhelms II. aus. Am Gebäude die Reichsdienstflagge. Fotografie, Ende Januar 1901.

Auf Veranlassung von Gouverneur Jesko von Puttkamer wurde der Regierungssitz 1901 wegen des gesünderen Klimas nach Buea am Kamerunberg verlegt. Duala blieb aber bis zum Ersten Weltkrieg wirtschaftliches und gesellschaftliches Zentrum der Kolonie. Zudem nahm es als Standort der Stammkompanie der Kaiserlichen Schutztruppe, des Artilleriedetachements, der obersten zivilen und militärischen Medizinalbehörde und der zentralen Materialienverwaltung eine wichtige Funktion für die militärische Sicherung ein. Das Kommando der Schutztruppe, anfangs ebenfalls in Duala beheimatet, wurde 1904 nach dem unterhalb von Buea am Kamerunberg gelegenen Soppo verlegt.

Regierungsschule und Regierungswerkstätten in Duala um 1910

In Duala, dem wichtigsten Ausfuhrhafen und dem wirtschaftlichen Zentrum Kameruns, unterhielten alle wichtigen in Kamerun tätigen Handelsgesellschaften Zweigniederlassungen oder Faktoreien. Die Woermann-Linie betrieb im Hafen von Duala ein Schwimmdock.
Zwischen den lokalen Eliten und der Kolonialverwaltung kam es im Verlauf der deutschen Herrschaft mehrfach zu Auseinandersetzungen um die Beschneidung der im Schutzvertrag verbürgten Rechte der einheimischen Bevölkerung, die in zwei Petitionen an den Reichstag gipfelten. Die Versuche des Bezirksamts, die traditionellen Siedlungsplätze am Fluss zugunsten der expandierenden Industrie (Eisenbahn- und Hafenanlagen) zu enteignen, führten zu offenem Widerstand. Der Duala-Chief Rudolf Manga Bell wurde 1914 mit seinem Sekretär durch ein deutsches Gericht zum Tod verurteilt und hingerichtet. Infolgedessen unterstützte die Mehrheit der Douala im Ersten Weltkrieg die einrückenden Briten und Franzosen und begrüßten sie als Befreier.
Nach anfänglich gemeinsamer Verwaltung kam die Stadt durch das britisch-französische Abkommen von 1916 unter französische Herrschaft.
Bevölkerungsentwicklung der Agglomeration laut UN
| Jahr | Einwohnerzahl |
| ---- | ------------- |
| 1950 | 95.000        |
| 1960 | 153.000       |
| 1970 | 298.000       |
| 1980 | 571.000       |
| 1990 | 940.000       |
| 2000 | 1.490.000     |
| 2010 | 2.361.000     |
| 2017 | 3.259.000     |

## Wirtschaft und Infrastruktur

### Wirtschaftsunternehmungen
Die Herstellung von chemischen und Aluminiumerzeugnissen, Textilien, Bier (z. B. Brasseries du Cameroun, Guinness-Brauerei, Isenbeck) und alkoholfreien Getränken sowie die Verarbeitung von Holz und Kakaobohnen sind die wichtigsten Produktionszweige.

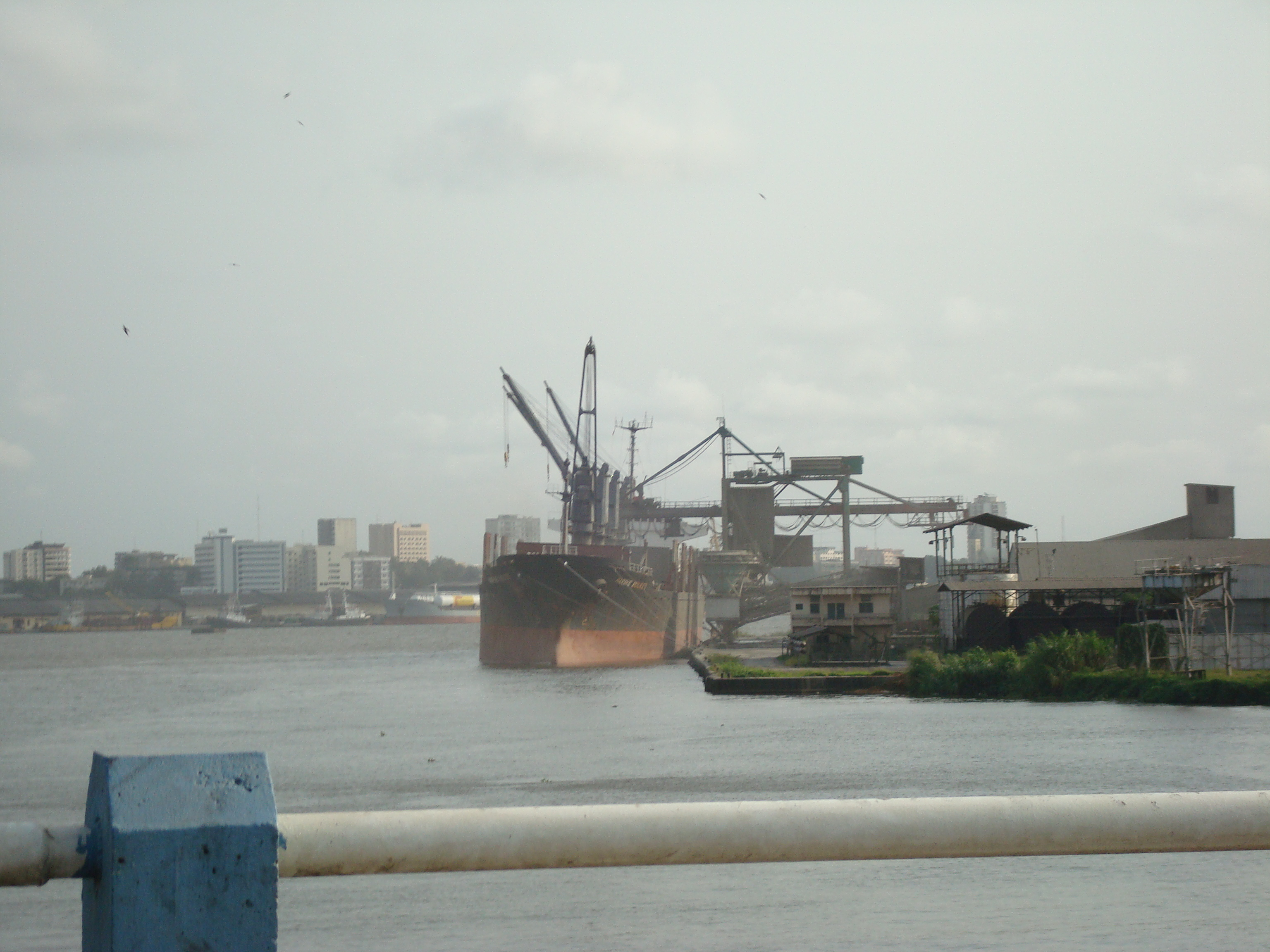
Hafen und Teil der Skyline

Große Bedeutung hat auch der für Schiffe bis 16.000 BRT nutzbare Hafen von Douala-Bonabéri, über den 97 % des gesamten Güterumschlags Kameruns abgewickelt werden. Das Gesamtareal des Hafengebiets beträgt ca. 300 ha, darunter der Container-Hafen, ein Fischereihafen und der Holzhafen. In Bonabéri auf dem westlichen Ufer des Kamerunästuars befinden sich der Ölhafen und die Ladestationen für Bananen und Mineralien.
Auch die Gemeinschaftsbörse der zentralafrikanischen Staaten - die Bourse des Valeurs Mobilières de l’Afrique Centrale hat hier ihren Sitz.

### Verkehr
Die meisten Kamerun-Reisenden aus Europa kommen auf dem Flughafen Douala International an. Er ist auch die Basis der nationalen Fluggesellschaft Camair-Co.
Die Stadt gilt als „Kreuzung Afrikas“, dies nicht nur aufgrund der Rolle als See- und Luftverkehrsknotenpunkt, sondern weil sie ein „Schmelztiegel“ verschiedener ethnischer Gruppen des Landes ist, die zum Handeln hierher kommen.
Für den Inlandsverkehr gibt es Busverbindungen in alle Richtungen, unter anderem nach Edéa, Yaoundé, Bafang, Bafoussam und Bamenda. Sammeltaxis verkehren von Deido aus nach Limbe (Victoria), Tiko und Buea.
In Douala beginnt außerdem die Eisenbahnlinie nach Yaoundé mit Anschluss nach Ngaoundéré (Transcamerounais). Auf den 66 km von Douala ↔ Mbanga ↔ Kumba verkehren täglich drei Lokalzüge („Omnibus“) mit Holzbankklasse.

### Bildung
In der Stadt befindet sich die 1993 gegründete Universität Douala mit über 40.000 Studenten und 700 Lehrkräften (2012/13). Sie ist in sechs Fakultäten gegliedert. Drei Fachhochschulen sind ihr angeschlossen.

### Sport
In der Stadt gibt es zahlreiche Fußballvereine:
- Les Astres FC
- Caïman Douala
- Léopards Douala
- Oryx Douala
- Union Douala
- Kadji Sports Academy, auch Sportinternat

Les Astres, Caïman und Union tragen ihre Spiele im Stade de la Réunification aus.
Seit 2017 ist das Stade Omnisport de Douala (oder auch Douala Japoma Stadium, Omnisports stadium of Douala-Japoma oder Japoma sports complex) eine im Bau befindliche Sportanlage. Zum Komplex gehören ein Stadion mit 50.000 Plätzen sowie Basketball-, Handball-, Volleyball- und Tennisplätze, eine Tartanbahn, ein Schwimmbecken nach Olympianorm mit acht Bahnen, Konferenzräume, Handelszentren, ein vier-Sterne-Luxus Hotel und ein Parkhaus.

### Militär
In Doula ist das Bataillon blindé de reconnaissance der Brigade d’intervention rapide stationiert.

## Sehenswürdigkeiten

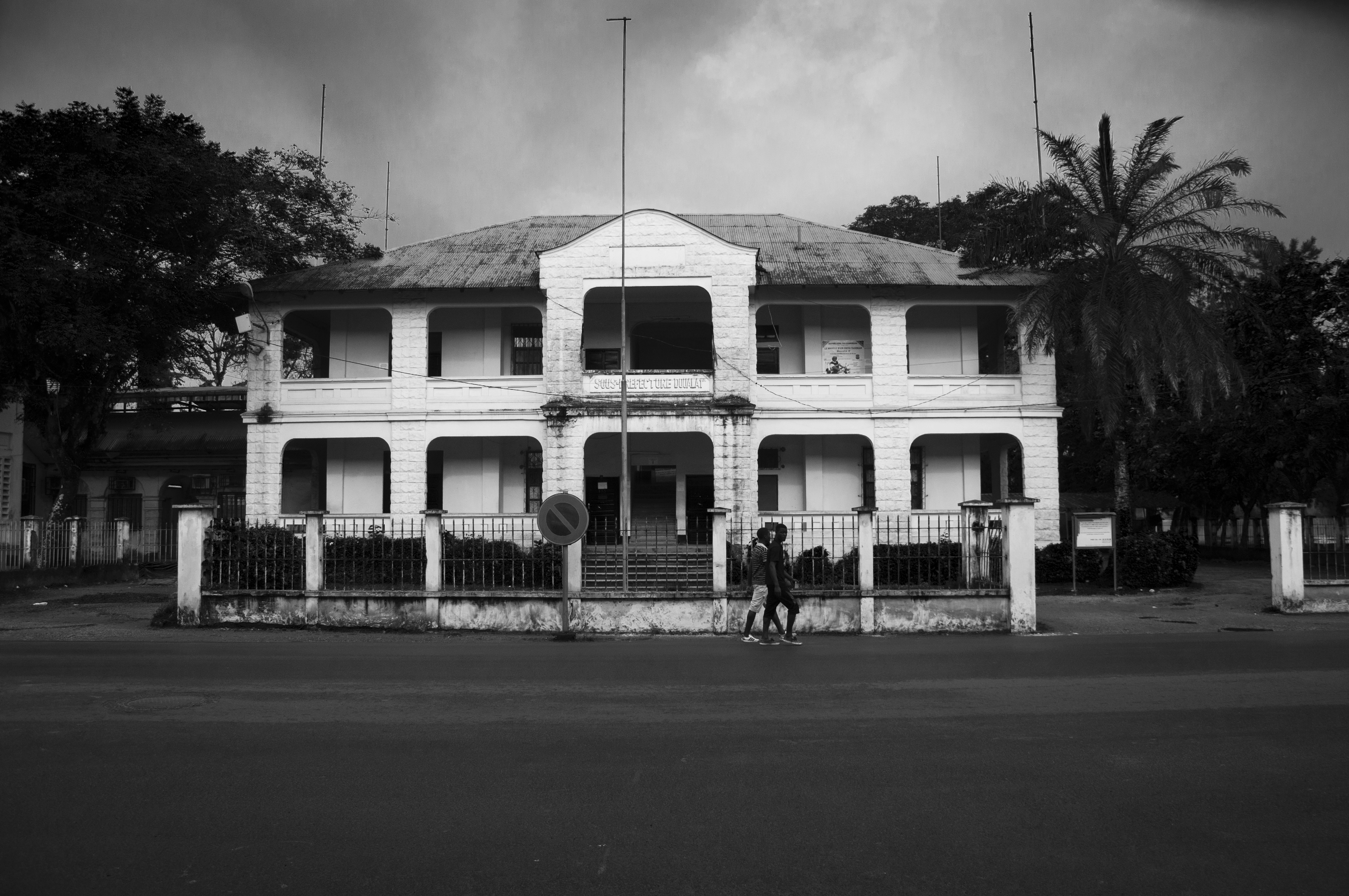
Das Gouverneursgebäude, 1922

- Ehemaliges deutsches Gouverneursgebäude (Inneres kann nicht besichtigt werden)
- Kamin von Bonakuamuang
- Altes deutsches Postamt (Bonanjo)
- Mandessi Bell Haus (Bonanjo), neben dem alten Postamt
- Ehemaliges deutsches Polizeirevier (neben dem Rathaus in Bonanjo)
- Justizpalast (gebaut unter dem französischen Mandat)
- Ehemalige deutsche Kaserne und französisches Krankenhaus, jetzt Polizeigebäude Bonanjo (G.M.I.)
- Deutsches Seemannsheim (Foyer du Marin)
- Residenz von Rudolf Manga Bell, wegen der mehrgeschossig gestaffelten Bauweise „La Pagode“ genannt
- Städtisches Museum, im ersten Stock des Rathauses, mit Ethnographica aus ganz Kamerun
- Musée de la Marine
- Römisch-katholische St. Peter-und-Paul-Kathedrale des Erzbistums Douala, erbaut 1936 im neoromanischen Stil
- Temple du Centenaire, baptistische Kirche, errichtet 1945 zur Erinnerung an das hundertjährige Jubiläum der Ankunft des Missionars Alfred Saker
- Deutscher Friedhof
- Sportstadion Stade Akwa
- Monument du Roi Akwa, Denkmal für King Akwa (Unterzeichner des Schutzvertrags von 1884)

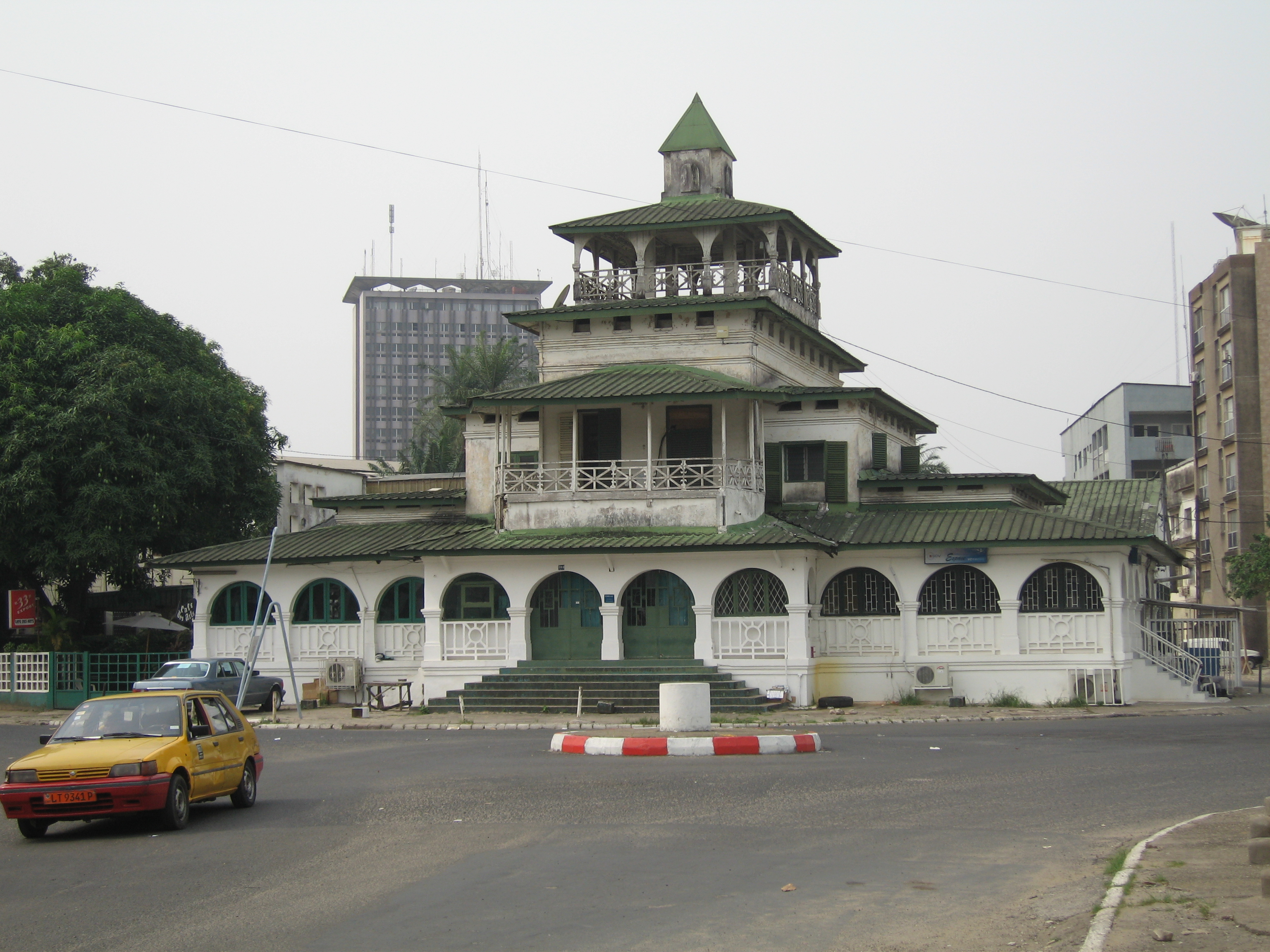
„Pagode“, ehem. Königspalast
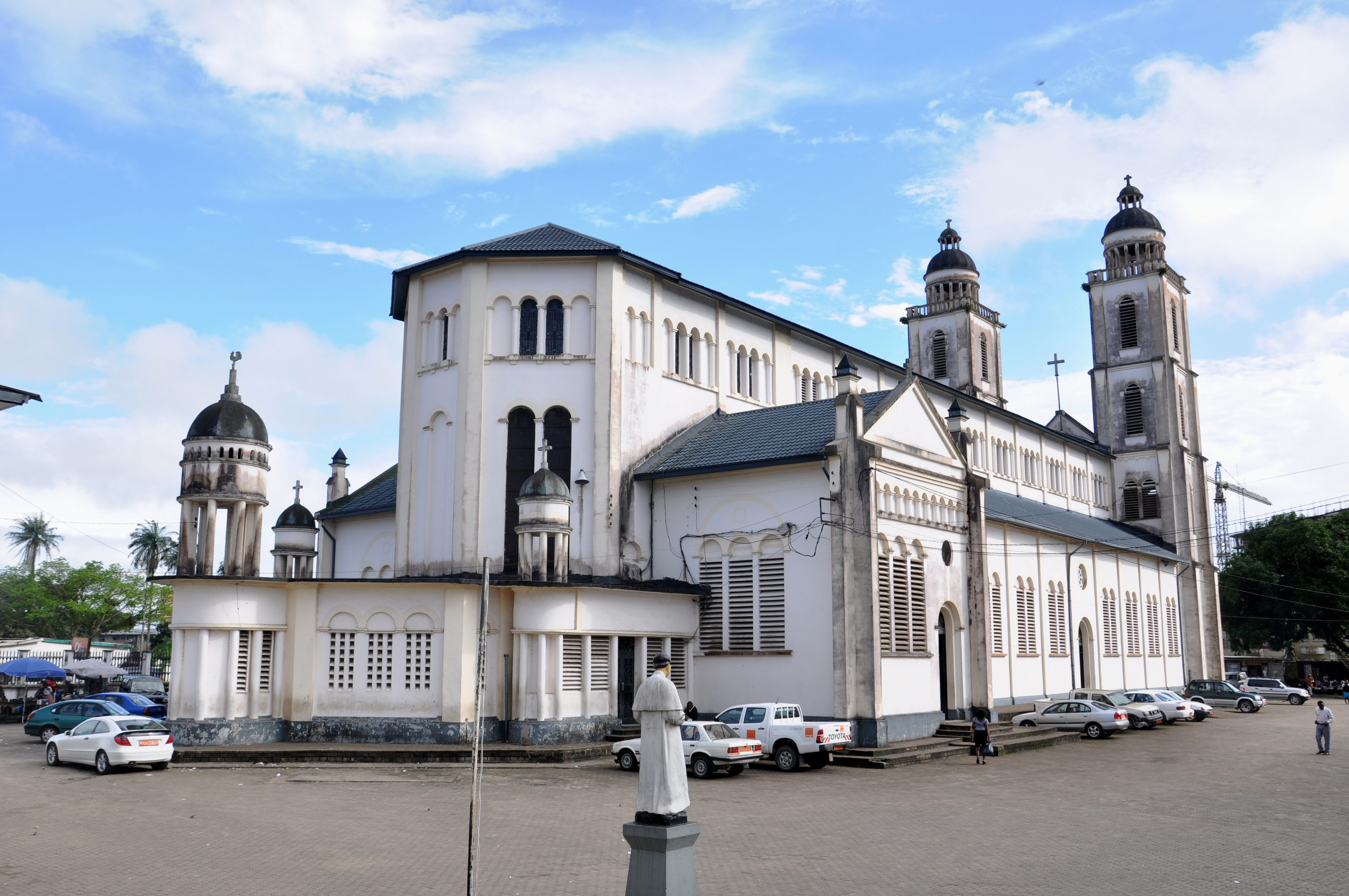
Peter-und-Paul-Kathedrale
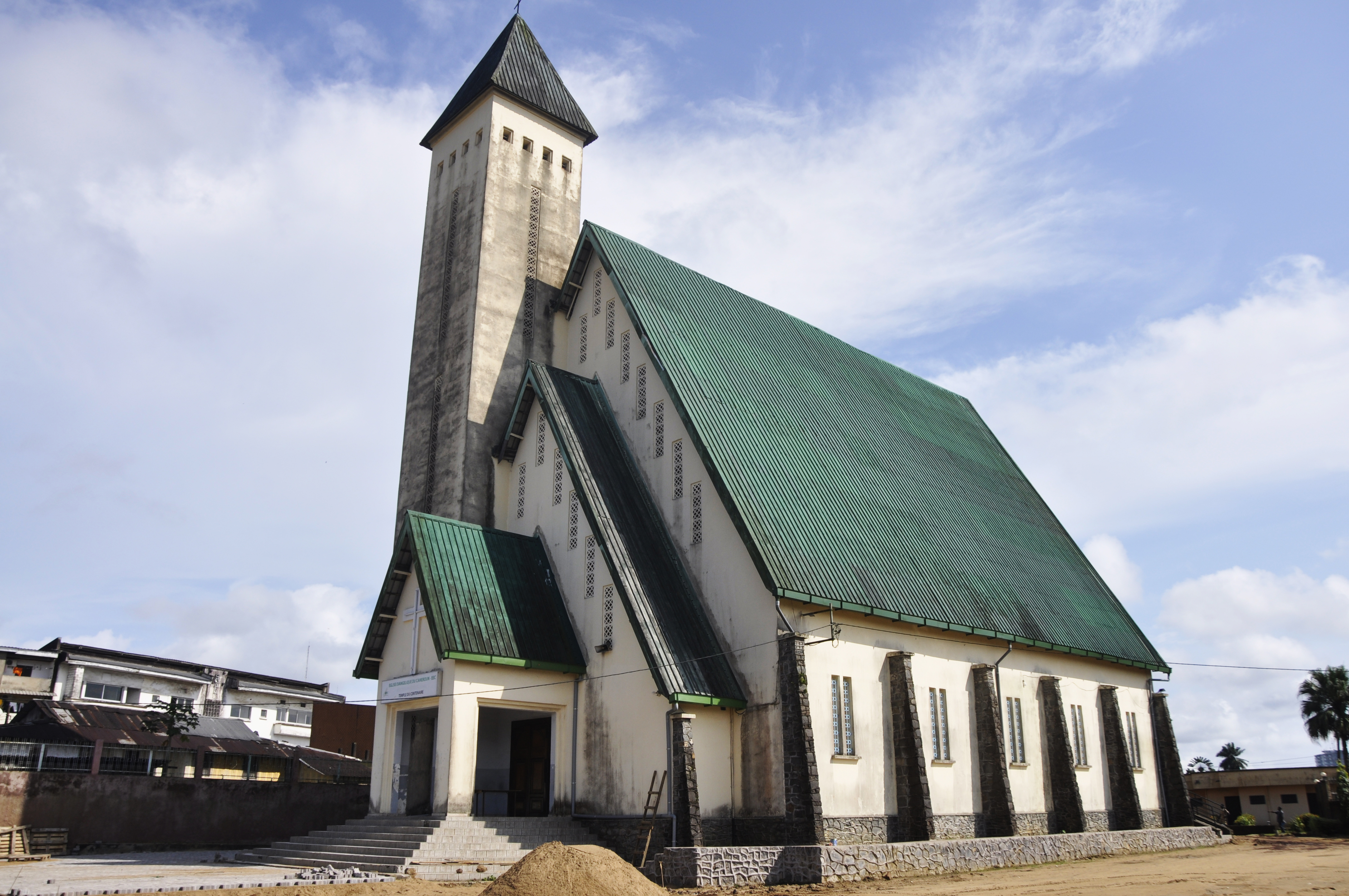
Temple du Centenaire

## Kunst im öffentlichen Raum
Unterstützt durch die Aktivitäten des unabhängigen Kunstvereins Doual’art, gibt es in Douala diverse Objekte von Kunst im öffentlichen Raum.
- Skulptur La Nouvelle Liberté aus Recycling-Material
- Klanggarten von Bonamouti
- Skulptur Njé Mo Yé im Stadtteil New Bell
- Die Pascale-Säule ebenfalls im Stadtteil New Bell

## Städtepartnerschaften
Mit folgenden Städten und Regionen ist Douala eine partnerschaftliche Zusammenarbeit eingegangen:
| - Triest, Italien, seit 1971 - Philadelphia, USA, seit 1986 - Dakar, Senegal, seit 1994 - Sfax, Tunesien, seit 1997 - Taiyuan (Volksrepublik China), seit 1999 | - Ouagadougou, Burkina Faso, seit 2012 - Agadir (Marokko), seit 2013 - Durban (Südafrika), seit 2015 - Windhoek, Namibia, seit 2000 (Kooperationsabkommen) |

## Nachweise
1. ↑  Stichwort Duala. In: Heinrich Schnee (Hrsg.): Deutsches Kolonial-Lexikon. Quelle & Meyer, Leipzig 1920, Band I, S. 477 (online (Memento des Originals vom 27. November 2020 im Internet Archive)  Info: Der Archivlink wurde automatisch eingesetzt und noch nicht geprüft. Bitte prüfe Original- und Archivlink gemäß Anleitung und entferne dann diesen Hinweis.).
2. ↑  World Urbanization Prospects - Population Division - United Nations. Abgerufen am 23. Juli 2018.
3. ↑  Kamerun: Douala. In: Kamerun Tourismus. Abgerufen am 20. August 2025.
4. ↑  Website Douala – Coopération internationale et jumelage, abgerufen am 25. März 2018